# Ampel (Semampir)
Ampel is een bestuurslaag in het regentschap Soerabaja van de provincie Oost-Java, Indonesië. Ampel telt 13.113 inwoners (volkstelling 2010).